# La nación clandestina
Rodada entre 1988 y 1989, esta película es considerada una de las obras más destacadas del Grupo Ukamau. La trama se centra en Sebastián Mamani, un campesino de origen aimara que, tras ser expulsado de su comunidad, regresa con la intención de danzar hasta morir. Expulsado por haber traicionado a su pueblo, Sebastián fue condenado al exilio bajo amenaza de muerte si volvía. Durante su tiempo en la ciudad de La Paz, enfrentó la dura realidad de vivir aislado, sufriendo discriminación por su color de piel y su identidad indígena. Al darse cuenta de que su vida solo tiene sentido en comunidad, decide buscar la redención e intentar reintegrarse, incluso a costa de su vida. Por ello, Sebastián elige bailar hasta la muerte la danza del Tata Danzante, un antiguo rito que mezcla elementos del diablo como del santo. A través de este baile, espera reparar el daño causado a su comunidad y liberarse de su carga personal.

## Reparto
- Reynaldo Yujra
- Delfina Mamani
- Orlando Huanca
- Roque Salgado
- Julia Baltazar
- Willy Pérez
- Percy Brun
- Víctor Condori
- Luis Severich
- Zulema Bustamante
- Juan Carlos Calcina
- Félix Quisbert
- Tatiana Mancilla
- Luis Gonzales
- Arminda Mérida
- Eduardo Martínez
- Edwin Pimell

## Premios
- [2] 1989, Festival Internacional de Cine de Donostia-San Sebastián, Edición 37.ª, Película, Concha de Oro a la Mejor Película
- [2] 1989, Festival Internacional del Nuevo Cine Latinoamericano, Edición 11º, Ficción, Premio Glauber Rocha
- [2] 1989, Festival Internacional del Nuevo Cine Latinoamericano, Edición 11º, Ficción, Premio Especial del Jurado

## Resumen
Sebastián Mamani, un campesino de origen aimara, que había sido expulsado de su comunidad, regresa a ella para danzar hasta morir. La comunidad campesina, de la que ha sido expulsado años atrás por haberla traicionado, lo ha condenado al exilio bajo amenaza de muerte si vuelve a presentarse en ella. Durante el tiempo que ha vivido en la ciudad, se ha visto confrontado con la dura realidad de tener que vivir aislado de su grupo social. En la ciudad de La Paz era discriminado por su color de piel y su condición de indio. Al comprender que su existencia individual sólo tiene sentido en la convivencia con los demás, intenta reivindicarse y alcanzar la integración aún a costa de su sacrificio. Por tal motivo, Sebastián decide bailar hasta morir la danza del Tata Danzante (mezcla de diablo y santo simultáneamente), un antiquísimo rito con el que espera reparar los daños que ha causado a su comunidad, y, al mismo tiempo, liberarse de su carga como individuo. El baile concluye así al igual que el filme con la muerte del ejecutante, exhausto por el esfuerzo realizado, bajo una vestimenta multicolor y una pesada máscara de diablo.
Al elegir retornar a su comunidad para morir y reparar el dolor causado, Sebastián decide dejar atrás una vida urbana en la que era despreciado, sojuzgado y humillado por su condición de aimara. Comprende que la salida del sistema que lo aliena y lo desconoce, no puede realizarse nunca en solitario, sino dentro del seno de su colectividad.

## Sinopsis
Sebastián Mamani regresa a su comunidad aimara de origen de la que fue expulsado tiempo atrás, cargando la gran máscara de la muerte para danzar hasta morir, en una suerte de expiación de los pecados que ocasionaron su exilio, y como una manera de renacer en su identidad cultural perdida.
Durante su viaje rememora su pasado.

## Biografía de Jorge Sanjinés
Jorge Sanjinés nació el 31 de julio de 1936 en La Paz. Estudió Filosofía y Letras en la Universidad Mayor de San Andrés (UMSA) y Dirección de Cine en la Escuela Fílmica de la Universidad Católica de Chile. De regreso a Bolivia, organizó al lado de Oscar Soria el grupo que quedó conocido más tarde como Ukamau, al que se unieron después Ricardo Rada y Antonio Eguino. Juntos fundaron la Escuela Fílmica Boliviana, en la que dictaron cursos Jorge Ruiz, Augusto Roca y Hugo Roncal. De efímera duración, la escuela tuvo como mayores frutos la realización de Revolución, primera película independiente del grupo, iniciada en 1961 y concluida en 1963, y el Primer Festival Fílmico Boliviano en la UMSA, en el cual se exhibieron la mayoría de las películas bolivianas producidas desde 1948. En 1966, Ukamau fue premiada en Cannes y al año siguiente el grupo se convirtió en productora. Yawar Mallku, primera realización de la empresa fue premiada en Venecia y Valladolid.
En 1975, exiliado en Ecuador, mantuvo la línea de su cine, que consiste en la valoración de la cultura andina, la denuncia de los abusos en contra de los campesinos y el cine junto al pueblo. Fuera de aquí y Banderas del amanecer, esta última codirigida con su esposa Beatriz Palacios, fueron filmadas en el exterior. Jorge Sanjinés fue uno de los creadores de la Fundación del Nuevo Cine Latinoamericano (1984) y en 1989 se convirtió en el primer director boliviano en recibir la Concha de Oro en San Sebastián, por La nación clandestina. Entre sus logros, están las retrospectivas de sus obras en los festivales de Amiens, Toulouse, Friburgo y Santa Cruz de la Sierra y su inclusión en el libro World Cinema (por los 100 años de cine). En 1998, el Times de Londres editó un volumen enciclopédico de la historia del siglo XX y Sanjinés fue destacado como uno de los cuatro mejores cineastas[cita requerida].